# Metinvest
Metinvest est une entreprise sidérurgique ukrainienne. L'entreprise est basée à Donetsk. Elle appartient à 71 % à SCM Holdings.
C'est un groupe centré sur l'acier et les mines opérant en Italie, Bulgarie, Royaume-Uni et U.S.A.

## Exploitation

### Mines
- Ingulets GOK, (Ukraine)
- Northern GOK (Ukraine)
- Central GOK (Ukraine)
- Southern GOK (Ukraine)
- Pokrovske Coal (Ukraine)
- Komsomolskoye mining company (Ukraine)
- Krasnodon Coal, (Ukraine)
- United Coal (U.S.A.)

### Métallurgie
- Zaporijstal (Ukraine)
- Zaporijia (ZLMZ) (Ukraine)
- Kamet Steel (Ukraine)
- Unisteel (Ukraine)
- Usine métallurgique d'Enakievo, (Ukraine)
- Khartsyzsk pipe, (Ukraine)
- Usine métallurgique Azovstal de Marioupol (Ukraine)
- Usine métallurgique Illitch de Marioupol (Ukraine)
- Promet Steel (Bulgarie)
- Ferriera Valsider (Italie)
- Metinvest Trametal (Italie)
- Spartan UK (Royaume-Uni)
- Metinvest Resource (Ukraine)
- Usine chimique et cokerie d'Avdiïvka (Ukraine)
- Inkor Chemicals (Ukraine)
- Zaporizhia Cokerie (Ukraine)
- Zaporizhia Refractories (Ukraine)